# Yundum
Yundum (Schreibvariante: Yumdum) ist eine Ortschaft im westafrikanischen Staat Gambia.
Nach einer Berechnung für das Jahr 2013 leben dort etwa 13.021 Einwohner, das Ergebnis der letzten veröffentlichten Volkszählung von 1993 betrug 3545.

## Geographie
Yundum, in der West Coast Region Distrikt Kombo North am südlichen Ufer des Gambia-Fluss, ist ungefähr zehn Kilometer südlich von Serekunda und ungefähr neun Kilometer nördlich von Brikama entfernt.
Als Ortsteile von Yundum wird ‚Old Yundum‘ und ‚New Yundum‘ unterschieden.

## Kultur und Sehenswürdigkeiten
In Yundum ist ein historischer Baum als Kultstätte unter den Namen Yaramba und in Old Yundum ein historischer Hain unter dem Namen Jantayi bekannt.

## Wirtschaft und Infrastruktur
Der internationale Flughafen Banjul International Airport, der früher Yundum International hieß und auch heute oft so genannt wird, liegt etwa drei Kilometer entfernt.